# Gajo Petrović
Gajo Petrović (cyr. Гајо Петровић; ur. 12 marca 1927 w Karlovacu, zm. 13 czerwca 1993 w Zagrzebiu) – jugosłowiański filozof-marksista, jeden z czołowych przedstawicieli grupy Praxis. Rozwijał m.in. jej istotne pojęcie „myślenie rewolucji”. Jego interpretacja podstawowego zagadnienia filozofii została poddana krytyce przez radzieckich przedstawicieli filozofii marksistowsko-leninowskiej.
Ukończył studia na Uniwersytecie w Zagrzebiu. Potem był tam wykładowcą.